# Диакоптика
Диакоптика, или метод Крона (англ. diakoptics, греческий dia-через, усиливает слово, стоящее за ним и может быть интерпретировано как «система» + kopto-разрыв) — один из методов расчленения при исследовании сложных систем, которые могут быть представлены в виде блок-схемы или графа с использованием граф-топологического портрета системы как нового источника информации
Термин диакоптика использовал Крон в серии статей «Diakoptics — The Piecewise Solution of Large-Scale Systems», опубликованных между 7 июня 1957 года и 13 февраля 1959 года в Лондоне в журнале The Electrical Journal. 21 статья из этой серии опубликована в 1963 году в виде книги с тем же названием. Термин диакоптика (diakoptics) был предложен Стенли (Philip Stanley) из отдела философии Юнион-колледжа.

## Развитие диакоптики в США
По Крону, «Диакоптика, или метод расчленений, объединяет три источника информации, а именно: графы + уравнения, графы + матрицы, граф + коммутативная диаграмма, связанные с данной физической или экономической системой. Граф системы и коммутативная диаграмма используется также для более эффективного применения вычислительных машин»
Paul Roth описал диакоптику в терминах алгебраической топологии. Он приводит решение для токов и напряжений для топологической электрической схемы с помощью правила Кирхгофа в электрической цепи, матрицы сопротивлений и матрицы адмиттанса. Roth указал, что термин Крона «условие ортогональности» соответствует термину «точной последовательности» в гомологии, когомологии и коциклу. Интерпретация Roth была подтверждена Ра́уль Боттом (который родился в Венгрии, как и Крон) в Mathematical Reviews. Roth сказал: «метод разрыва в основном в дедукции от одного (более лёгкого) решения для одной сети K ~ до решения для сети К, которое имеет тот же набор ветвей как и К ~ и который имеет тот же изоморфизм L между группами 1-цепей и 1-коцепей.»
Метод диакоптика был использован Homer E. Brown в Solution of Large Networks by Matrix Methods.
Можно рассматривать диакоптику как метод декомпозиции с приёмом «пересечения слоя» (границы между подсистемами). Этот приём был переоткрыт исследователями параллельных вычислений и назван Метод декомпозиции доменов (Domain decomposition methods, DDM).
Kieth Bowden сказал: «Крон, несомненно, искал онтологии в технике». Bowden описал «многоуровневую иерархическую версию метода, в которой под-подсистемы бесконечно рекурсивно разрывают подсистемы».
Когда появились транспьютеры для многоядерных и многопроцессорных систем, Kieth Bowden предложил использовать диакоптику для организации транспьютерных массивов.

## Япония
- В 1951 году в Японии была организована группа учёных и инженеров из примерно 20 человек для изучения инженерных наук с помощью геометрии. Крон был первый участник и учредитель из-за рубежа.
- В 1954 году группа была преобразована в Исследовательскую ассоциацию прикладной геометрии (Research Association of Applied Geometry, RAAG)."[19]
- Журнал Tensor (ISSN 0040-3504), издавался в Саппоро. Крон был выбран «почётным редактором» этого издания в 1951. Журнал выходил до марта 1955 года.[20]
- До 1955 года общее количество членов RAAG в различных стран мира увеличилось до двухсот пятидесяти человек."[19] Множество статей Крона и других авторов о Диакоптике напечатано RAAG в Memoirs[21].

## Великобритания
«Влияние Крона простирается далеко за пределы США. Тензорное сообщество Великобритании (The Tensor Society of Great Britain) создано в целях углубления понимания и применения тензорного анализа.» В 1950 году S. Austen Stigant основал Тензорный клуб Великобритании (The Tensor Club of Great Britain), который стал публиковать журнал Matrix and Tensor Quarterly (ISSN 0025-5998). По словам Крона, именно S. Austen Stigant первым предложил опубликовать серию статьёй «Диакоптика»(«Diakoptics») в Electrical Journal. В сентябре 1961 года Тензорный клуб Великобритании стал Обществом. В 1968 году Matrix and Tensor Quarterly (том 19) опубликовал статью в память о Габриэле Кроне. Matrix and Tensor Quarterly продолжал публикации до 1987 года.
«C.H. Flurscheim и J.R. Mortlock из технического отдела Power Systems Engineering компании Associated Electrical Industries Ltd. рекомендуют Диакоптику для решения практических задач нагрузки потоков и некоторых сложных механических проблем вибрации; эти исследования дали очень ценный результат.»

## СССР и постсоветское пространство
В Советском Союзе развивали метод диакоптики, переводили книги и писали статьи на эту тему следующие авторы:
- Бартини, Роберт Людвигович (авиаконструктор, физик)[25],
- Кузнецов, Побиск Георгиевич (советский учёный, последний из Генеральных конструкторов СССР, специалист по системам целевого управления и планирования)[26][27],
- Михаил Истомин (философ, Член президиума Российской Академии Наук[источник не указан 4060 дней]),
- Петров, Андрей Евгеньевич (альпинист) (действительный член РАЕН, доктор технических наук, профессор кафедры Системного анализа и управления Международный университет природы, общества и человека «Дубна»)[28][29],
- Борис Большаков (профессор,Международный университет природы, общества и человека «Дубна»).[7][27]
- Валериан Владимирович Попков (директор института АНО Международный институт Александра Богданова, доктор экономических наук, профессор)[30][31]

Термин диакоптика используется в трудах учёных России, Казахстана, Украины, занимающихся изучением сложных социо-природных и технических систем. Вот ссылки на эти работы: 

## Теория метода Диакоптика
По мнению Крона, системы различного типа: физические, экономические, биологические могут быть представлены в виде схематической топологической модели. Эта модель определяет области пересечения частей общей системы. Отдельно анализируется каждая часть. А в области их пересечений вводятся дополнительные параметры или физические величины и оператор (матрица) соединений. Дополнительные параметры могут оказывать влияние на все части, к которым относятся. Для электрических машин (турбогенераторов, трансформаторов), как правило, это линейные комбинации параметров самих элементарных частей системы. Например, таким параметром для элементарной ячейки (узловой пары или катушки) может быть импеданс z. Ячейки могут быть нуль-мерные, одномерные, двухмерные и трёхмерные. 
Основная идея, породившая диакоптику, состоит в следующем: Имеется электрическая машина со многими сложными линейными «электрическими сетями» (цепями) с «открытыми и закрытыми контурами», для расчёта которой необходимо написать много уравнений, используя законы Кирхгофа, механики, электродинамики. Нельзя ли представить токи и напряжения (в диакоптике обязательно нужны эти оба тензора для расчленения систем) в каждой подсистеме со множеством сетей и «подсетей» для каждой части машины (которая является неголономной системой) элементами некоторого линейного векторного пространства? Если да, то проделаем это и превратим получившееся пространство в метрическое (с локальными особенностями: зазор между ротором и статором описывается Римановым пространством), используя в качестве метрики электрическую мощность на элементах сети и в окружающем сеть электромагнитном поле. То есть во всей многомерной цепи или «полиэдральной сети». В моделях диакоптики есть в явном виде компоненты для электромагнитного поля, которое окружает электрическую цепь, если цепь возбуждена. Тогда можно ставить вопрос о линейных преобразованиях, сохраняющих метрику — электрическую мощность. Эти преобразования суть вращения 1-тензоров токов и напряжений, 2-тензоров импеданса. Кажется возможным так подобрать эти операторы вращения (A), что «повёрнутым» «геометрическим объектам» (схеме с определённым количеством катушек n) будет соответствовать новая, более простая, электрическая сеть, которая состоит из отдельных не соединённых катушек, допускающих простые расчёты (c тем же набором из n катушек). Выполним эти расчёты, после чего осуществим обратное преобразование (преобразование соответствует матрице соединения C), переводящее полученную разомкнутую цепь в исходную.

### Математическое описание метода Крона

#### Каркас длянебоскрёба
Метод создавался для ЭВМ, когда они не были доступными. Поэтому часть метода Крон осуществлял вручную. Вначале создавался граф системы. Для этого выделялись три основных подсистемы:
- диэлектрическая — состоящая из всех диэлектрических материалов, через которые проходят линии электростатического поля, включая диэлектрики внутри конденсаторов и обкладки с зарядами,
- магнитная — состоящая из магнитопроводов в виде сердечников катушек,
- электрическая — проводники и элементы (узловые пары) с импедансами.

Электрическая подсистема состоит из:
- остова графа, в который входят узловые пары (катушки с импедансами),
- списка ветвей графа, которые вместе с остовом графа образуют циклы,
- списка приложенных внешних напряжений и токов,
- списка открытых контуров, которые могут быть подключены к другим подсистемам или внешним источникам.

Разбиение на подсистемы осуществляется по принципу малосвязанности по общим параметрам каждой пары подсистем и диагональности общего тензора (матрицы связей) всей системы.
Недиагональные элементы Крон исключает, но вводит вместо них дополнительные физические параметры на границе связи подсистем и отдельный оператор соединений C (квадратный) или синтеза (в общем случае прямоугольный, используется для преобразования между сетями с различным количеством «узловых пар» или катушек). Новые физические параметры C границ сред или подсистем он так же помещает в общий тензор системы, увеличивая размер тензора, но сохраняя диагональность. Для экономии места записи общего тензора на бумаге Крон вводит компаунд-тензор. В случае однотипных или аналогичных подсистем компаунд-тензор сокращает вычисления. Так как каждый вид подсистемы надо вычислить только один раз.
Этот метод был использован в США для расчёта на ЭВМ моделей основных узлов радиолокационных станций.
Оператор соединений C задаёт получение сети из примитивной сети (отдельных катушек или узловых пар). Или преобразование от диагонального вида (где ветви графа не связаны) к обычной схеме. Этот же тензор соединений используется для преобразований тензоров импеданса и адмиттанса. А также в диэлектрической сети для преобразования тензора эластанса.

#### Кирпичиидвигателидля стройки
Для электрических сетей Крон использует тензорное уравнение e + E = z (i + I). Его можно записать в виде системы линейных уравнений. Количество независимых уравнений будет равно количеству рёбер в остове графа сети. Тензоры, обозначенные прописными буквами, относятся к открытым путям («ламинарные» токовые трубки), строчные к контурным путям («соленоидальные» токовые трубки). Используется уравнение преобразования для перевода системы уравнений от диагонального вида (только для открытых путей или «примитивной» сети) к штрихованной частной конфигурации сети: i + I = C (i' + I'). В общем случае квадратную матрицу C можно разбить вертикальной чертой на два прямоугольных блока С = Сс + Сo для закрытых (close) и открытых (open) путей соответственно.
Крон вводит размерность (сигнатуру) пространства n и двойственную невидимую сеть электрического поля (n-1) и обратный тензор соединения A=C−1t. Этот тензор используют для уравнения e + E = A (e' + E'). В тензоре два блока: Ac — открытые гиперпути, Ao — закрытые гиперпути в двойственной сети. Под двойственной сетью можно, например, понимать плоскости напряжения, проведённые ортогонально для каждой ветви с током. Возможно обобщить теорию на случай (n-p) сетей, где p — полиэдральный граф p-мерного пространства.
Параметры, помеченные звёздочкой * соответствуют параметрам двойственной сети. В некоторых случаях i* = * i операция * аналогична действию (дуального) Звезда Ходжа оператора * для электрического или магнитного поля. Другое использование этого оператора — это свойство дуальности поливекторов или умножение на мнимую единицу i. В случае р-чисел эти операции могут совпадать.

#### Соединение катушек
"Поэтому осмысленно полагать, что физические объекты — фотоны «живут» именно в указанном шестимерном пространстве, и именно оно имеет — по крайней мере, в рассматриваемом контексте — онтологический статус физического пространства, тогда как вращение описывающих фотон электромагнитных нильпотентов в трёхмерном пространстве наблюдателя просто-напросто являет собой «метафору» периодических переходов"вектор E ↔ бивектор iB".".
«Объект, состоящий из суммы скаляра и бивектора называется кватернионом. … Наиболее полезными являются нормированные на единицу унитарные кватернионы, которые используется для описания вращений. … Таким образом, произвольный единичный вектор трёхмерного евклидова пространства можно выразить через базисный вектор, относительно которого определены спиноры, и некоторое унитарное преобразование (вращение), описываемое парой сопряжённых унитарных кватернионов.»
Пусть даны 2 катушки Zaa и Zbb, не связанные между собой. Пусть к ним последовательно приложены произвольные напряжения и в них протекают токи.
Воспользуемся Клиффордовой алгеброй. Для этого найдём адмиттанс, величину, обратную импедансу.
{\displaystyle {\dot {Y}}=1/{\dot {Z}}={\frac {1}{R+jX}}=G+jB=\left|{\dot {Y}}\right|e^{j\arg {\dot {Y}}}}
где Z — импеданс; G — действительная составляющая; B — мнимая составляющая.
Определим матрицу для Y, где D = Zaa Zbb — Zab Zba :
| Zbb/D | -Zba/D |
| Zab/D | -Zaa/D |

Тогда:
{\displaystyle \left|{\begin{array}{cc}Y_{bb}&Y_{ab}\\Y_{ba}&Y_{aa}\end{array}}\right|\left|{\begin{array}{cc}e_{a}\\e_{b}\end{array}}\right|=\left|{\begin{array}{cc}i^{a}\\i^{b}\end{array}}\right|}
Выражение представляет токи ia и ib, протекающие в каждой изолированной катушке.
Причём Y — тензор тривекторов, i — тензор паравекторов с определённой скалярной фазой {\displaystyle \alpha _{i}}, e — тензор кватернионов с определённой фазой {\displaystyle \alpha _{e}}.
Рассмотрим новую систему с катушками, в которой обе катушки соединены параллельно в одном контуре.
Где C — матрица преобразований токов i или отрицательный ковариантный спинор.
A — матрица преобразований напряжений e или унитарно сопряжённый спинор.
Эти матрицы будут выглядеть так, если будем считать, что ток во второй катушке стал меньше на величину тока в первой катушке.
{\displaystyle {\begin{vmatrix}+1&0\\-1&+1\end{vmatrix}}} = С = A−1,t
Для обратного преобразования i надо найти обратную матрицу — положительный ковариантный спинор.
{\displaystyle {\begin{vmatrix}+1&0\\+1&+1\end{vmatrix}}} = С−1 = At
Матрица преобразования напряжения e — отрицательный контравариантный спинор
{\displaystyle {\begin{vmatrix}+1&-1\\0&+1\end{vmatrix}}} = Сt = A−1
Матрица обратного преобразования напряжения e — унипотент — положительный контравариантный спинор.
{\displaystyle {\begin{vmatrix}+1&+1\\0&+1\end{vmatrix}}} = Сt,-1 = A

#### Узловое и контурное представление ортогональных цепей
Если цепь описывается M контурными переменными e и i, то она называется «контурной» цепью. Если та же цепь описывается P узловыми переменными E и I (заданными для остова графа), то она называется «узловой» цепью. Оба представления необходимы для операций по расчленению сети. Если расчленяется «контурная цепь», то дополнительными переменными являются узловые. И наоборот.
{\displaystyle \left|{\begin{array}{cc}E\\e\end{array}}\right|=\left|{\begin{array}{cc}z_{1}&z_{2}\\z_{3}&z_{4}\end{array}}\right|\left|{\begin{array}{cc}I\\i\end{array}}\right|,\quad \left|{\begin{array}{cc}I\\i\end{array}}\right|=\left|{\begin{array}{cc}Y_{1}&Y_{2}\\Y_{3}&Y_{4}\end{array}}\right|\left|{\begin{array}{cc}E\\e\end{array}}\right|.}
где, e и I — заданные векторы, а E и i векторы отклика.
Общий вид тензорных уравнений (e + E) = z (i + I), (I + i) = Y (E + e) с учётом известных и неизвестных переменных (операция суммирования блочная, если индексы при e и E не совпадают, то недостающие строки в каждом тензоре заменяются нулями):
{\displaystyle \left|{\begin{array}{cc}E_{1}+e_{1}\\E_{2}+e_{2}\end{array}}\right|=\left|{\begin{array}{cc}z_{1}&z_{2}\\z_{3}&z_{4}\end{array}}\right|\left|{\begin{array}{cc}I^{1}+i^{1}\\I^{2}+i^{2}\end{array}}\right|,\quad \left|{\begin{array}{cc}I^{1}+i^{1}\\I^{2}+i^{2}\end{array}}\right|=\left|{\begin{array}{cc}Y_{1}&Y_{2}\\Y_{3}&Y_{4}\end{array}}\right|\left|{\begin{array}{cc}E_{1}+e_{1}\\E_{2}+e_{2}\end{array}}\right|.}
Если матрицы (операторы) A и C соединений разделить на блоки в соответствии с разделением переменных на контурные и узловые:
{\displaystyle C={\begin{Vmatrix}C_{m}&C_{j}\end{Vmatrix}},\quad A_{t}={\begin{Vmatrix}A_{mt}\\C_{jt}\end{Vmatrix}}.}
Произведение этих матриц равно единичной матрице AtC=I:
{\displaystyle A_{t}C={\begin{Vmatrix}A_{mt}C_{m}&A_{mt}C_{j}\\A_{jt}C_{m}&A_{jt}C_{j}\end{Vmatrix}}={\begin{Vmatrix}I_{m}&0\\0&I_{j}\end{Vmatrix}}.}
Следовательно, пространство контуров ортогонально пространству пар узлов (катушек из остова графа схемы). Поэтому дополнительная цепь называется «ортогональной».

### Типы систем, для которых применялся метод Крона
Ниже представлен список типов систем и примеры использования метода Крона для построения моделей систем (смотрите книгу по ссылкам):
- механические [58][59]
- модель упругой системы [60][61][62]
- электрические [63]
- магнитные [64]
- механизмы с дополнительными системами регулирования [65]
- модели атомов и ядер в теоретической физике и пространственные фильтры [66][67]
- диффузия [68]
- линейное программирование и транспортная задача [69][70]
- решетчатые структуры кристаллов и многоатомных молекул [71]
- дискретные (топологические) электрические модели непрерывного поля [72] [73]
- задачи теории колебаний (задачи о собственных значениях и собственных векторах) [74]
- решения по частям линейных и нелинейных задач о собственных значениях применимые к основным уравнениям классической и квантовой физики в частных производных и интегральным уравнениям, так же как интегро-дифференциальные уравнения с частными производными [75][76][77]

### Алгебраическая диаграмма
Крон в первой главе своей книги  вводит понятия границы ячеек, ячейки и матрицы соединения между ними. Причём, одномерная ячейка это дифференциальная форма степени 1, двумерная ячейка это 2-форма а трёхмерная ячейка соответственно 3-форма.
Таким образом ячейки (цепи, коцепи, коциклы) могут отсоединяться и присоединяться физически в модели системы. Это ведёт к нарушению изоморфизма. Таким образом надо вводить фрактальный или дробно-размерный изоморфизм, который не изучается в алгебраической топологии.
Крон пишет, что преобразования систем уравнений будут представляться в форме диаграмм (комбинаций операторов и возможных переходов), а в конце исследования все тензоры и их взаимосвязи будут представляться с помощью «алгебраической диаграммы», с минимальным набором операторов и переходов между ними. 
Таким образом, Крон постулирует применение графического изображения связи тензоров, или третьего источника информации: граф + коммутативная диаграмма, которая показывает последовательность преобразования системы.
Если нет физических процессов, которые приводят к взаимовлиянию электрических, магнитных и диэлектрических доменов, то для каждого независимого домена можно использовать аналогичную диаграмму. 
Профессор Georges A. Deschamps изобразил коммутативную диаграмму уравнений Максвелла в несколько другом виде, дополнив степенями дифференциальных форм от 0 до 3. Можно проследить переходы в диаграмме Крона по диаграмме Deschamps и заметить что матрицы преобразований (соединений или граничные операторы) С и А используются как раз на границах подсистем. Например для связывания системы (ротора и статора в электродвигателе) через воздушные зазоры или границу раздела сред. Этих векторов (стрелок или операторов) перехода нет на диаграмме Deschamps, а уравнения, которые связаны с преобразованием системы содержат магнитную и диэлектрическую проницаемость и активное (волновое) сопротивление.
Полвека назад Марсель Рисс (который родился в Венгрии, как и Крон) своими лекциями, прочитанными в Мерилендском университете между октябрём 1957 — январём 1958, фактически объявил, что в основе унифицированного алгебро-геометрического описания физической реальности — не только её квантовых аспектов — с неизбежностью должны лежать адекватно интерпретированные алгебры Клиффорда. Кончина Рисса оборвала намеченный путь, и в книге, изданной по его лекциям, недостаёт двух глав (лишь сравнительно недавно одна из них была найдена и опубликована во втором издании его лекций)

### Физическое моделирование
Крон использовал специальные аналоговые вычислители для моделирования колебательных процессов изменением переменного тока.
Поскольку надо было включать нелинейные элементы в аналоговые устройства, автор (Крон) переходит к построению моделей для уравнения Навье — Стокса для сжимаемой вязкой ньютоновской жидкости, для движения электрических зарядов и для других нелинейных задач.
Значит, Крон использовал физическое моделирование. В основе метода лежит принцип подобия (аналогий). Это изучение системы объектов одной физической природы с помощью объектов, имеющих другую физическую природу, но одинаковое с ними математическое описание.

### Модель в виде многогранника
Обобщение метода Крона применительно к электрическим машинам для случая распространения волн через пространственные фильтры, которые образуют сами эти системы, звучит так: Для системы находится остов графа. На каждом ребре (между контактами катушки), определяется дуальная плоскость бивектора. Пространство между поверхностями образуют 3-форму (объёмные элементы), 4-формы и т. д. до тех пор, пока всё n-мерное пространство (евклидово или риманово) не будет покрыто множеством n-форм, образующих многомерную выпуклую оболочку. Однако, построение моделей достаточно трудоёмкое.
Крон вводит понятие многогранных алгебраических диаграмм и 8 тензоров (ea, b'a, ha, d'a, Ea, B'a, Ha, D'a). Которые соответствуют законам Кирхгофа и уравнениям Максвелла. Он говорит о целесообразности применения векторных диаграмм или систем физических величин для метода многогранников (обобщение линейного метода Крона для электрических машин для случая распространения волн через эти пространственные фильтры). Одна стрелка на многогранной диаграмме соответствует тензору c октонионами (многогранной совокупности тензоров).
Крон прямо говорит, что это модель данных для симуляции на вычислительных машинах. Эта модель не годится для вычислений на бумаге или физического моделирования в железе. Эта модель хорошо подходит для статистических задач и задач на дисперсию. Этот метод многогранников менее жёсткий и не так сильно зависит от сетки разбиения, как другие методы численного решения систем интегро-дифференциальных уравнений с частными производными. N-мерные симплексы разбиения, это по сути разложение функций в ряды или частные производные. Вероятно, возможно применение подобных моделей для симуляции технических упругих и динамических систем, а также в задачах симуляции распространения электромагнитных волн через неоднородные среды (кристаллы и молекулы и метаматериалы). 
Крон высказывает надежду, что структура полиэдральной сети является хорошей моделью для симуляции распространения электромагнитных, магнитогидродинамических, сложных ионных и химических волн.
Крон отмечает, что тензоры z и Y импеданса и адмиттанса по свойствам аналогичны операторам квантовой механики, что, по мнению Крона, доказывает возможность применения полиэдральных многообразий для моделирования квантовых и квантово-механических явлений.

### Групповые операции
Крон использует матрицу соединений C для описания различных групповых операций для преобразования систем. Каждая операция физически обратима. А именно, на примере механического регулирующего устройства паровой турбины с электродвигателем:
- Механическая передача (тяга, ход поршня, рычаг)
- Передача вращения
- Соединения, существующие между обмотками, неподвижными щётками и вращающимися контактными кольцами
- Поворот подсистемы на заданный угол
- Вращающиеся оси координат, связанные с контактными кольцами, заменяются неподвижными осями, связанные со щётками
- Число витков на обмотках статора и ротора уменьшается до единицы[91]
- Соединения катушек, это преобразование может не иметь сопряжённого обратного преобразования
- Преобразование токов (выбор отличного дерева в графе)
- Перестановки осей
- Замена действительных токов намагничивающими токами и токами нагрузки, это преобразование может не иметь сопряжённого обратного преобразования из-за пренебрежения намагничивающими токами
- Исследование только действительных (не реактивных) компонент, для которые входят в линейные преобразования или аффинные преобразования. А те в свою очередь входят в функциональные преобразования [92]

Для каждой операции своя матрица C1, C2, …
Считается, что оператор C, составленный из произведения матриц С = C1 C2 … осуществляет все преобразования одновременно.

### Постулат Крона об инвариантности мощности
Второе свойство групповых операций (после физической обратимости) формулируется так: в отношении процессов в цепях существует величина, которая остаётся инвариантной для группы преобразований С (группа расчленений и соединений). Этот инвариант Крон назвал инвариантностью мощности  и записал это так:
```
 
i' e' = i' C
t
 e = C i' e = i e
```

Там же  Крон сослался на работу Роса и его алгебраические диаграммы.
Вероятно, в современном изложении постулат Крона об инвариантности мощности может звучать так: «Клиффордова алгебра Cl3 содержит две подалгебры, изоморфные алгебрам комплексных чисел и кватернионов. Поэтому в Cl3 естественным образом представлены несколько классических групп: группа U1 фазовых преобразований (преобразования этой группы иногда именуются дуальными вращениями), группа SU2, накрывающая группу вращений SO3, и, тем самым, сама группа SO3. Группа U1 действует в Cl3 умножениями элементов этой алгебры на комплексные экспоненты exp(±iφ); в общем случае это приводит к „перемешиванию“ скаляров (действительных чисел) с тривекторами, а векторов — с бивекторами. Что же касается группы вращений SO3 , то она действует на элементы Cl3 унимодулярными кватернионами по обычным правилам кватернионной алгебры — в соответствии с известной формулой Гамильтона-Кэли; при этом скаляры и тривекторы оказываются инвариантными по отношению к действию SO3, а векторы и бивекторы, вообще говоря, поворачиваются. … Сказанное, в частности, означает, что под действием фазовых преобразований скаляры переходят в линейные комбинации скаляров и тривекторов, а векторы — в линейные комбинации векторов и бивекторов.» Эти операции характерны для горизонтальных связей на диаграмме Крона (операторы С и А).
Вероятно, для точного доказательства инвариантности мощности как свойства конкретного построения Крона нужно проделать дополнительную работу. Нужно рассмотреть связь между теоретико-множественной топологией (Z и Y) и комбинаторной топологией (С и А). Крон считает, что C и A это матрицы (операторы) соединений и их аналога нет в комбинаторной топологии. А также Крон пишет: «В комбинаторной топологии не существует естественного перехода между пространствами ковариантных и пространствами контравариантных векторов. Такой переход или изоморфизм устанавливается с помощью матриц импедансов z или проводимостей Y.».
Вот что по этому поводу пишет М. Атья: «конструкция Хоррокса даёт все инстантоны, использует всю мощь алгебраической геометрии. С другой стороны, сама конструкция имеет простое описание в евклидовом четырёхмерном пространстве без всякого обращения к твисторной картине. … Кроме того, оператор Дирака, ассоционированный с S-, можно отождествить с оператором Ходжа d + d* на дифференциальных формах. Соответствующие результаты справедливы, если рассмотреть оператор, ассоциированный с E, а оператор d заменить его ковариантным аналогом D. Таким образом, мы видим, что V = H1(E {\displaystyle \otimes \Omega }1) можно отождествить с пространством пар (f, w), удовлетворяющих уравнению Df= -D*w, где f — сечение расслоения E, а w — сечение расслоения E {\displaystyle \otimes \Omega }2_. … Геометрическое описание расслоения E, получающегося конструкцией Хоррокса, представляет его как подрасслоение тривиального расслоения S4 x V, достаточно указать это пространство сечений. Представляется разумным предположить, что это пространство сечений связано с парами (f, w) посредством скалярного и внешнего произведения с кривизной F. С этой точки зрения нужно доказать подходящую невырожденность этого пространства сечений (такую, чтобы получить вложение E в S4 x V). Кроме того, нужно проверить, что исходная связность в E совпадает со связностью, индуцированной вложением. Последнее представляется наиболее трудным. Непосредственная интерпретация автодуальных уравнений Янга-Миллса в терминах теории аналитических функций от кватернионной переменной была открыта Ф. Гюрши.» Эти операции связаны с вертикальными связями на диаграмме Крона (операторы Z и Y).
Можно сказать так. Если при расчёте цепи учтены все внешние напряжения и токи, а также дополнительные токи в цепях преобразуются в дополнительные потенциалы на узловых парах, а затем вместе со внешними напряжениями в импедансы (неизменяемые или периодические) посредством одного и того же геометрического объекта (тензором или матрицей преобразований), то «инвариантность мощности» Крона сохраняется.
Максвелл для объяснения э.д.с. индукции в неподвижных проводниках предположил, что всякое переменное магнитное поле возбуждает в окружающем пространстве электрическое поле, которое и является причиной возникновения индукционного тока в проводнике.
Если величины εi Ф и t выразить в одной системе единиц, то Закон Фарадея можно записать так.
```
                                                    ε
i
= -dФ/dt
```

Электрический ток это движение заряжённых частиц.
```
                                                    i = dq/dt
```

При механическом равномерном вращении ротора электрической машины её ток и напряжение меняется по гармоническому закону. Если найти произведение тензоров тока i и напряжения e для всей сети, которое и есть «инвариант мощности», то можно заметить, что Магнитный момент для такой электрической машины (или всей «полиэдральной сети») будет отличаться от «инварианта мощности» только на коэффициент, равный квадрату частоты, взятый с обратным знаком.

## Переводы на русский язык
- Крон, Г. Применение тензорного анализа в электротехнике. — Москва, 1955.
- Крон, Г. Исследование сложных систем по частям - диакоптика. — Москва: Наука, 1972. — 544 с.
- Крон, Г. Тензорный анализ сетей. — Москва: Сов. радио, 1978. — 720 с. Архивировано 14 июля 2014 года.